# Леонтьев, Иван Михайлович (тайный советник)
Иван Михайлович Леонтьев (1857—1908) — российский государственный  деятель, почётный опекун, тайный советник и егермейстер Высочайшего двора. Владимирский и  Костромской гражданский губернатор.

## Биография
Родился в Санкт-Петербурге 25 августа (6 сентября) 1857 года. Внук генерала И. С. Леонтьева. Отец — Михаил Иванович Леонтьев (1824—1885), тайный советник, шталмейстер, правнук генералиссимуса А. В. Суворова и внук графа Н. А. Зубова. Мать — Варвара Михайловна (1829—1882), дочь нижегородского губернатора М. П. Бутурлина.
В 1873 году окончил Пажеский корпус. В службе и классном чине с 1881 года после окончания юридического факультета Императорского Санкт-Петербургского университета. С 1881 года был пожалован в звание камер-юнкера и назначен помощником столоначальника Департамента Общих дел МВД, в том же году был утверждён в должности директора Санкт-Петербургского попечительского о тюрьмах комитета. В 1883 году И. М. Леонтьев был включен в состав коронационной комиссии и принимал участие в коронации императора Александра III в Москве.
С 1885 года титулярный советник, в 1887 году произведён в церемониймейстеры с назначением чиновником особых поручений при министре внутренних дел.
С 1888 года в должности церемониймейстера и коллежского асессора был назначен Уральским вице-губернатором. В 1889 году произведён в надворные советники. С 1892 году в должности в должности егермейстера Высочайшего двора и  коллежского советника был назначен Тульским вице-губернатором.
С 1897 года в должности егермейстера и действительного статского советника был назначен Костромским губернатором. С 1902 года назначен Владимирским губернатором. В 1905 году произведён в тайные советники. С 1906 года назначен почётным опекуном Опекунского совета учреждений императрицы Марии по Московскому присутствию.
Умер 9 (22) апреля 1908 года в Новороссийске, похоронен на родовом кладбище села Воронино Ростовского уезда Ярославской губернии.